# Ashton-under-Lyne
Ashton-under-Lyne ist eine Stadt im englischen Norden, etwa 10 km ostnordöstlich von Manchester. Die Stadt liegt im Metropolitan Borough of Tameside am Ufer des River Tame des Greater Manchester Countys in der Region North West England und zählt etwa 45.000 Einwohner (Zensus 2011).
Der Name scheint angelsächsischen Ursprungs zu sein und eine Siedlung an den Eschen zu meinen (ash – dt. Eschen). Die Herkunft des Zusatzes „-under-Lyne“ ist umstritten.

## Geschichte
Auch wenn die Siedlung im Domesday Book von 1086 wohl nur mittelbar durch eine St Michael’s Church erwähnt wird, scheint bereits eine Siedlung bestanden zu haben. Die Herrschaft von Ashton wird erst im späten 12. Jahrhundert erwähnt. Die Familie nannte sich nach der Siedlung Assheton (auch: Ashton).
Bis zur Mitte des 18. Jahrhunderts hinein galt die Gegend als ödes Moorgebiet. Schließlich wurde die Siedlung durch die Ansiedlung zahlreicher Textilmanufakturen zu einer bedeutenden Kleinstadt. Das heutige Straßenmuster ist weitgehend rechtwinklig aufgebaut. Trotz des Niedergangs der Industrien hat Ashton-under-Lyne seine Bedeutung durch zahlreiche Großdiscounter im nordöstlichen Bereich des Greater Manchester behalten.

## Verkehr
Der Bahnhof von Ashton-under-Lyne befindet sich an der Bahnstrecke von Manchester nach Leeds. Über den Autobahnring von Manchester (M60, Anschlussstelle 23) und über die A635 road ist Ashton-under-Lyne an den überregionalen Straßenverkehr angeschlossen.

## Sehenswürdigkeiten
- St Michael’s and All Saints’ Church, ursprünglich 1262 erbaut, weitgehend erneuert im 15., 16. und 19. Jahrhundert, Grade I-Denkmal
- Majid Hamza-Moschee
- Albionskirche
- Rathaus
- Markthalle
- Stadtbibliothek
- „Portland Basin“, Kontorgebäude am Hafen, heute Museum

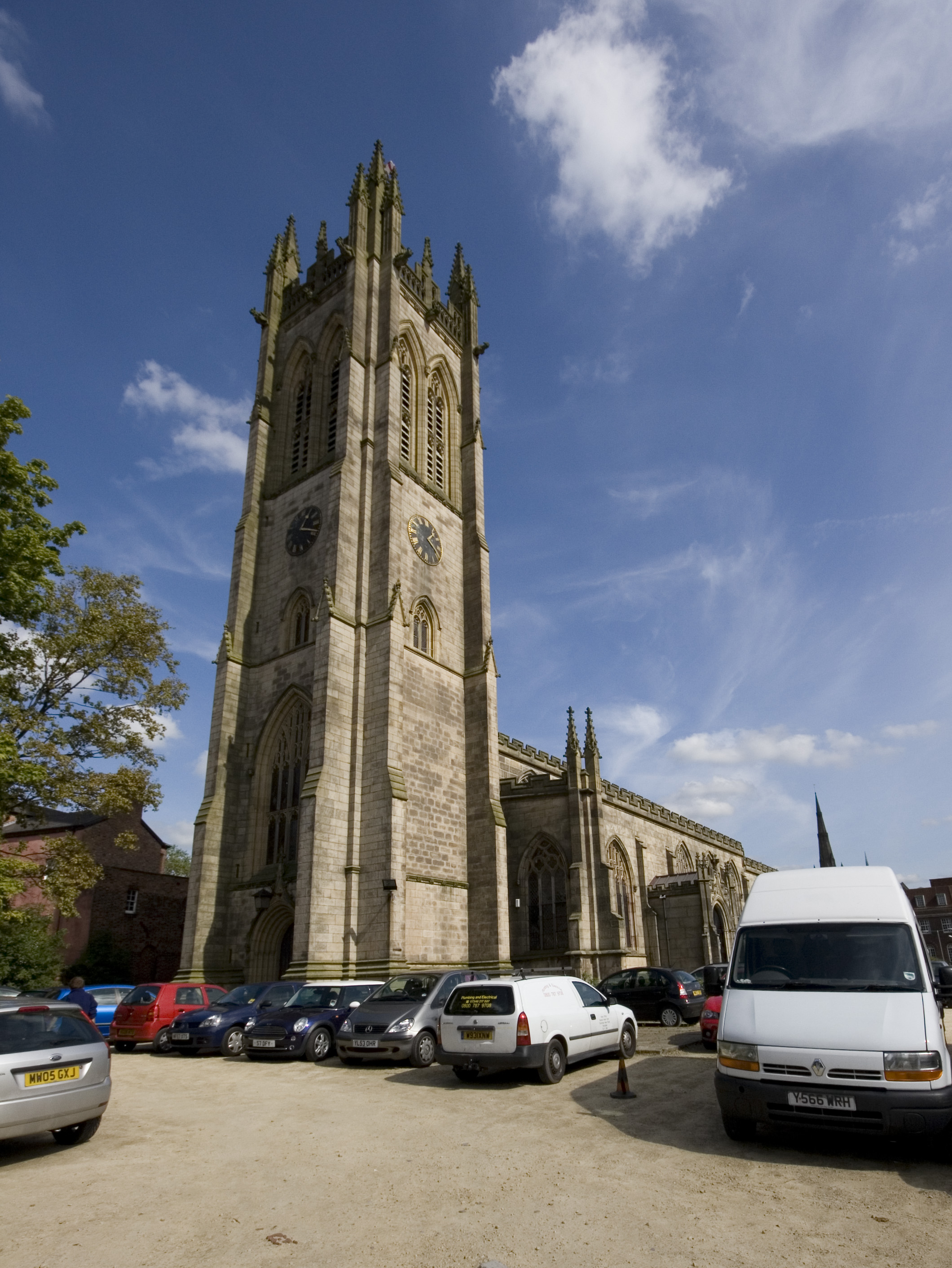
St Michael’s and All Saints’ Church
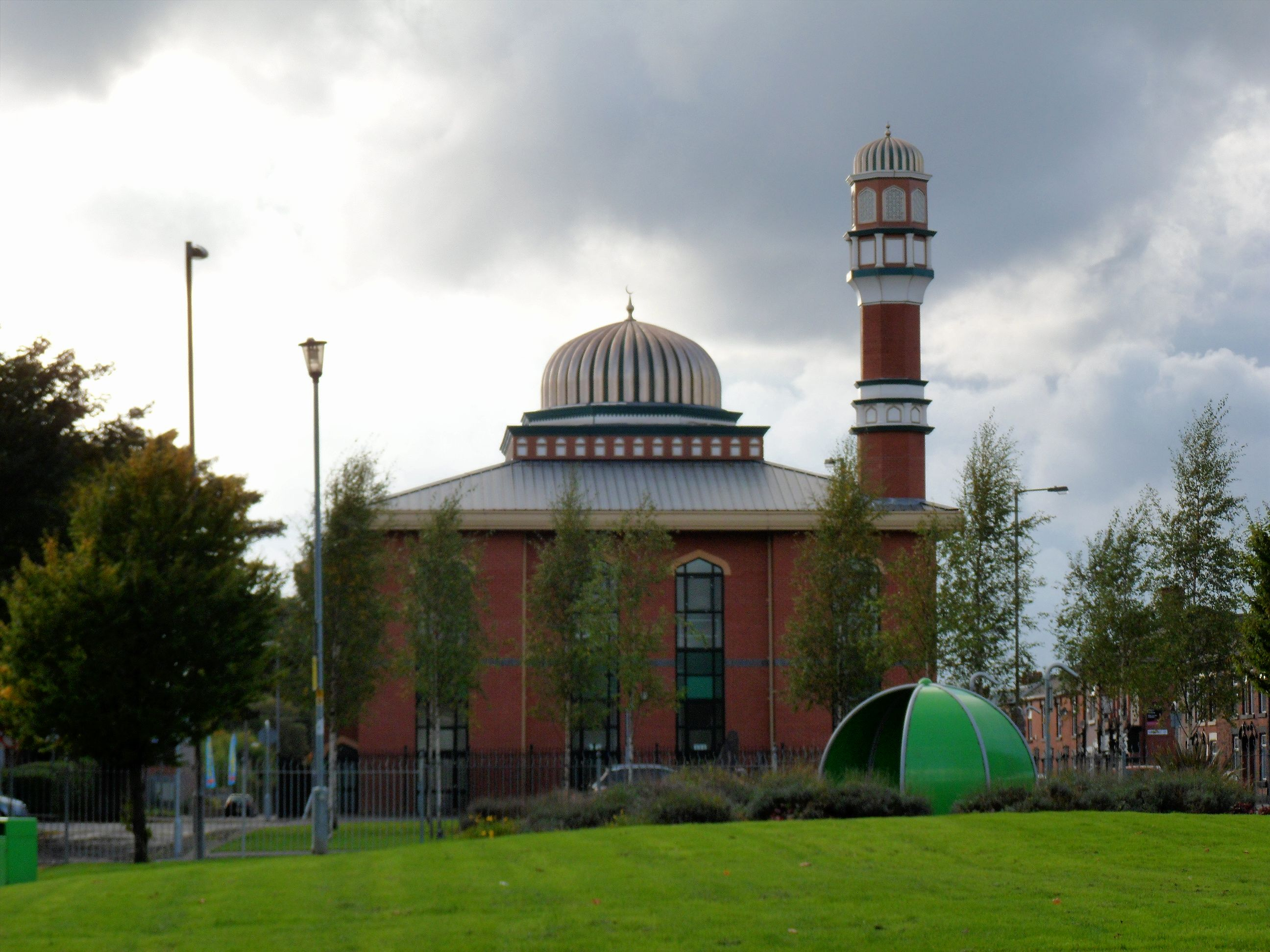
Majid Hamza-Moschee
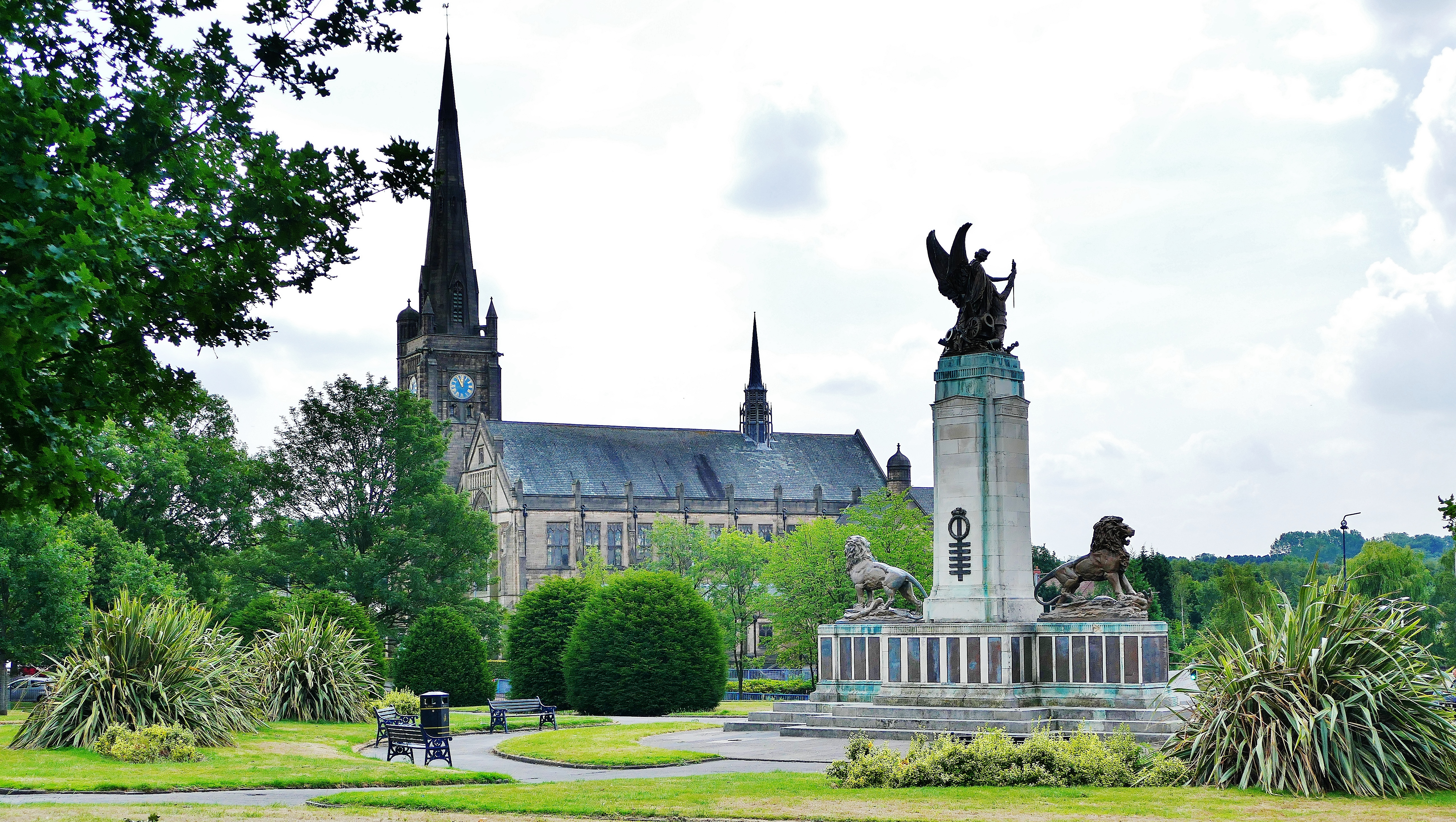
Albionskirche
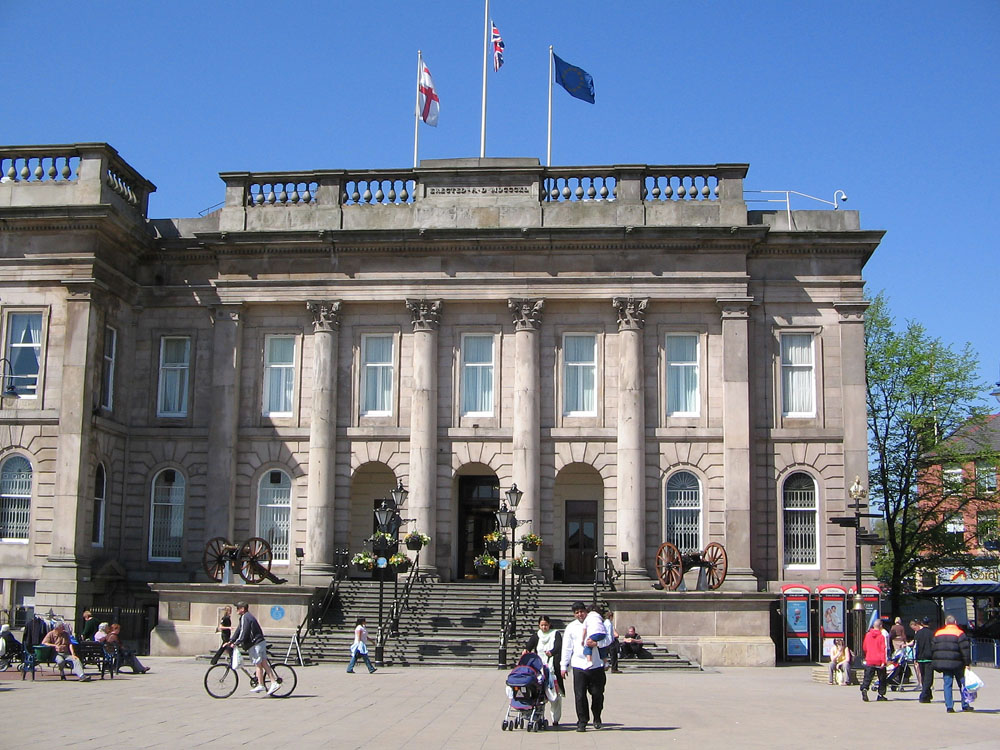
Rathaus
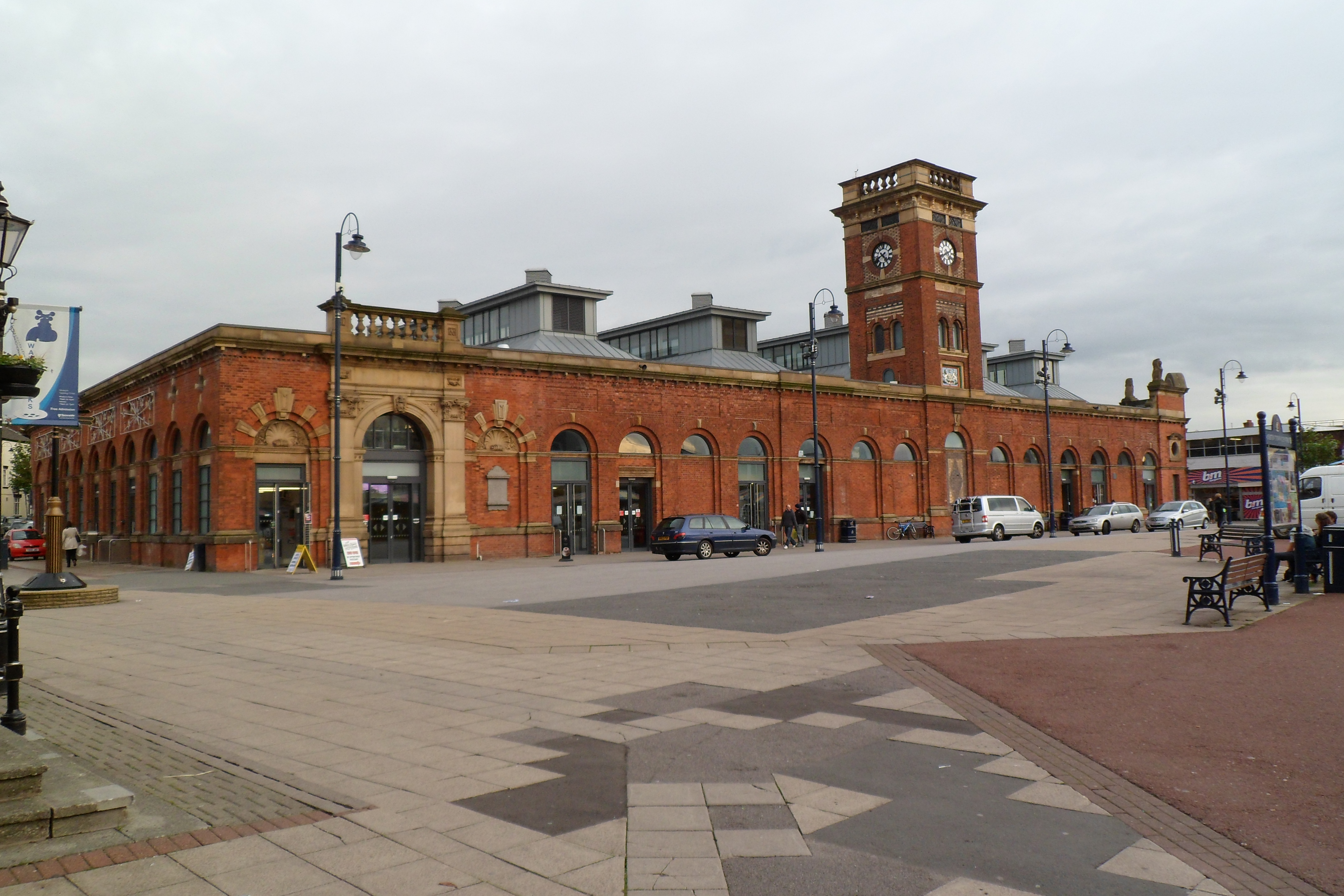
Markthalle
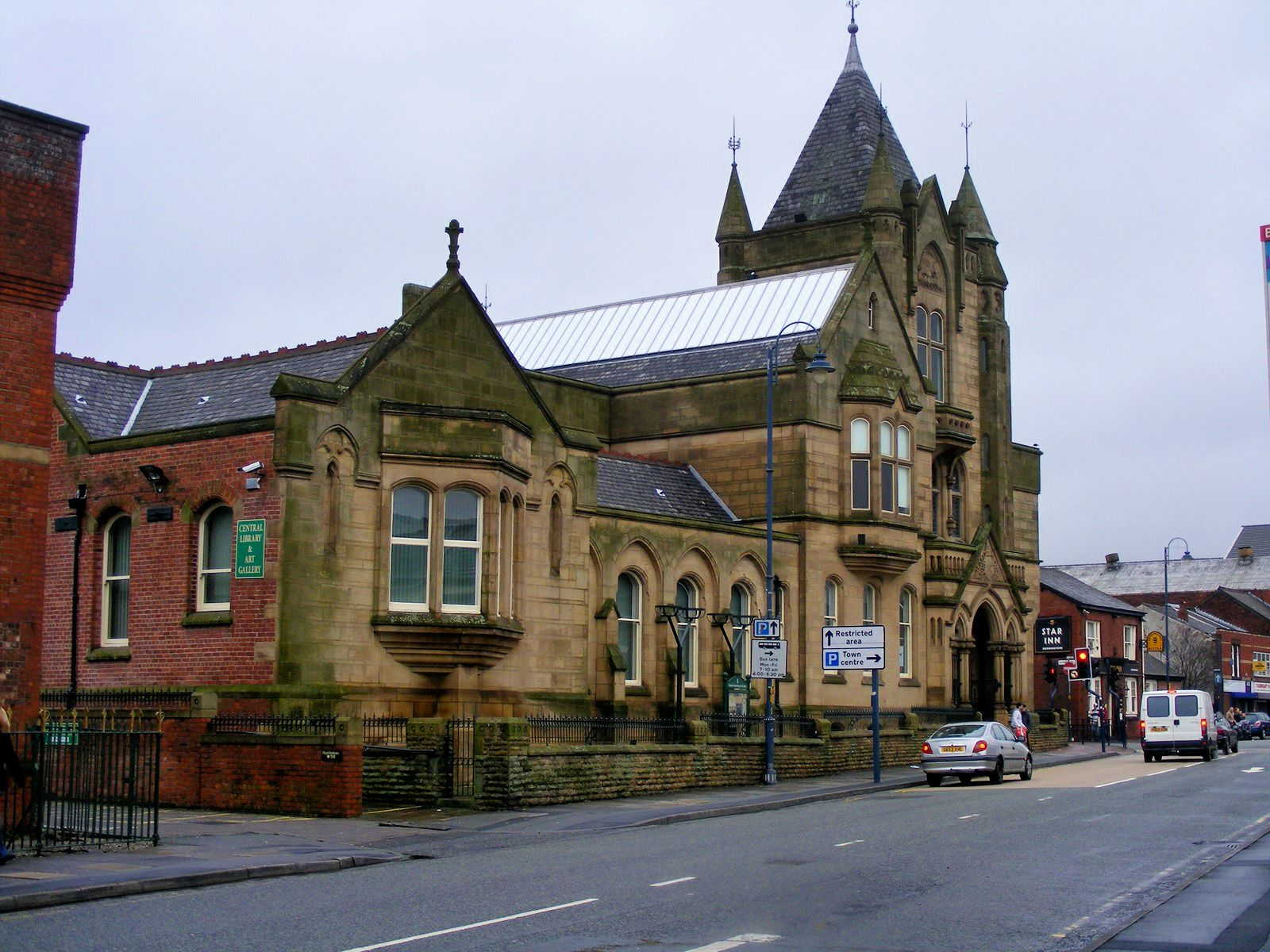
Stadtbibliothek
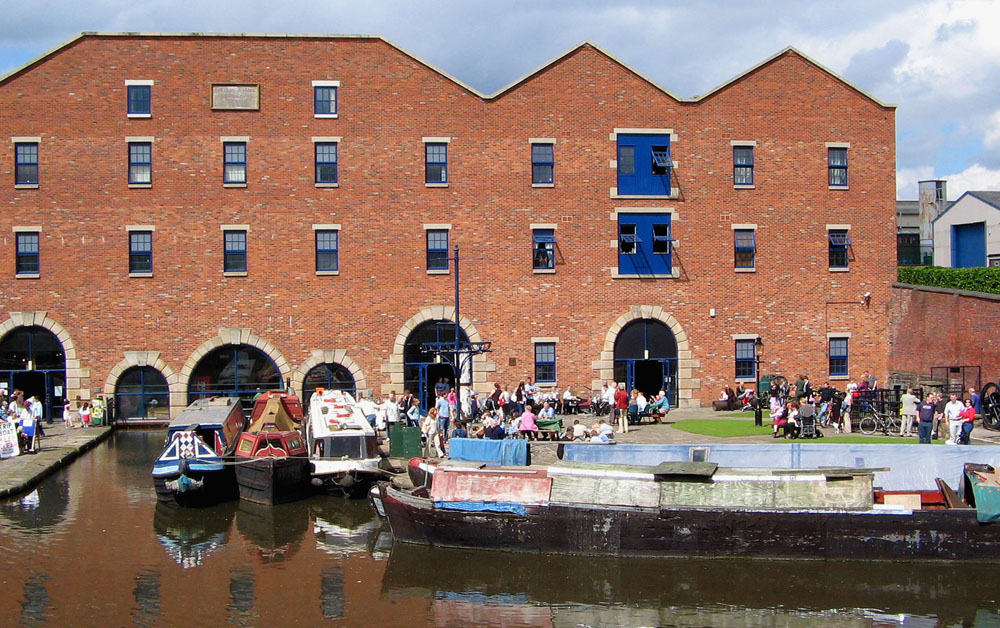
Portland Basin

## Persönlichkeiten
- Thomas Earnshaw (1749–1829), Uhrmacher
- Billy Hood (1873–Todesdatum unbekannt), Fußballspieler
- Liam Mellows (1892–1922), Revolutionär, Republikaner und Politiker
- Bill Bland (1916–2001), Kommunist
- Henry Cockburn (1921–2004), englischer Fußballspieler
- Ronald Unsworth (1923–2008), Leichtathlet
- Ken Brierley (1926–2004), Fußballspieler
- Ronald Fraser (1930–1997), Schauspieler
- Amanda Barrie (* 1935), Schauspielerin
- Charles Roger Slack (1937–2016), Biochemiker
- Geoff Hurst (* 1941), Fußballspieler
- Margaret Beckett (* 1943), Politikerin, Außenministerin des Vereinigten Königreichs (2006–2007), Ministerin für Wohnungsbau (2008–2009)
- Mike Doyle (1946–2011), englischer Fußballspieler
- Nigel F. Palmer (1946–2022), Germanist
- Mark Robins (* 1969), englischer Fußballspieler
- Alan Wright (* 1971), englischer Fußballspieler
- Simone Perrotta (* 1977), italienischer Fußballspieler
- Michael Clegg (* 1977), englischer Fußballspieler
- Michael Thomas Byrne (* 1985), walisisch-englischer Fußballspieler
- Anthony Harding (* 2000), Wasserspringer

## Städtepartnerschaft
Mit der französischen Stadt Chaumont besteht eine Partnerschaft.